# Homoródi Lajos
Homoródi Lajos (eredeti neve Habereger) (Arad, 1911. május 2. – Budapest, 1982. január 22.) magyar földmérő mérnök, geofizikus, a műszaki tudományok doktora, a Magyar Tudományos Akadémia tagja.
A műholdas geodézia egyik magyarországi megalapítója, az országos vízszintes (háromszögelési) alappont-hálózat létesítésével összefüggő kérdések kidolgozója volt. Eredményesen művelte a fotogrammetria szakterületét is.

## Pályafutása
Mérnöki oklevelét 1934-ben a József Műegyetemen szerezte. Pályáját 1934-ben az egyetem általános geodéziai tanszékén kezdte. Geodétaként bekapcsolódott Budapest székesfőváros városmérésébe. Korán felfigyeltek tehetségére, s 1939-ben átkerült az Állami Földméréshez, ahol különböző beosztásokban, egészen 1959-ig dolgozott. 1944-ben védte meg doktori értekezését, melynek tárgya a lécekkel végzett szabatos hosszmérés hibaforrásai voltak. 25 éven keresztül fővárosi és állami földmérési szolgálatban dolgozott mérnökként, főmérnökként, csoport- és osztályvezetőként. 1952-1954 között a Geodéziai és Kartográfiai Intézet osztályvezetője, igazgató helyettese, majd 1954-1957 között az újonnan alakult Budapesti Geodéziai és Térképészeti Vállalat igazgatója lett. 1957-től 1959-ig az Állami Földmérési és Térképészeti Hivatal tudományos munkatársa volt.
Már gyakorló mérnökként bekapcsolódott az Állami Földmérés tisztképző tanfolyamain, majd 1954-től a Budapesti Műszaki Egyetem Hadmérnöki Karán a mérnökoktatásba. 1959-től az Építőipari és Közlekedési Műszaki Egyetem, majd a Budapesti Műszaki Egyetem tanára lett. 1959-től egyetemi docens volt. 1961-ben megbízták a Fotogrammetria Tanszék vezetésével, 1972-ben pedig az akkor alakult Geodéziai Intézet igazgatói feladataival. Mindkét funkciót 1978-ig töltötte be. 1962–1964 között az Építőipari és Közlekedési Műszaki Egyetem rektorhelyettese, 1964–1967 között pedig a Mérnöki kar (mai nevén Építőmérnöki kar) dékánja volt. 1982. január 22-én bekövetkezett haláláig a Fotogrammetria Tanszék aktív professzora volt.
1973-ban a Magyar Tudományos Akadémia levelező tagjává választották. Székfoglalója a  „Földi és légi háromszögelés” címet viselte. „A geodézia és a földmérőképzés kétszáz éve” címmel, 1980-ban tartotta rendes taggá választásakor székfoglalóját.
Mint akadémikus rendszeresen tevékenykedett a Magyar Tudományos Akadémia X. Föld- és Bányászati Tudományok Osztályában. Volt elnöke a Tudományos Minősítő Bizottság földtudományi albizottságának és a BME Építőmérnöki Kar doktori bizottságának. Tagja volt több folyóirat szerkesztőbizottságának is. 
Sírja az óbudai temetőben van.  (50-es fülke. „A” kategóriás, védett.)

## Munkássága
Kezdő mérnökként a városmérés, a részletes felmérés kérdései foglalkoztatták. Tevékenységének ez az időszaka az analóg geodéziai műszerek korszakára esett. A legfontosabb problémát a távolságok pontos megmérése jelentette. Ugyanakkor a szögmérések pontosságával összefüggő vizsgálatokat is végzett.
Az Állami Földmérésnél végzett munkájához kapcsolódóan, az országos vízszintes (háromszögelési) alappont-hálózat létesítésével összefüggő kérdésekkel foglalkozott.
Ez irányú vizsgálatai képezték a magját az 1963-ban megvédett, „Új háromszögelési hálózatunk használatbavétele érdekében szükséges koordináta-transzformációk megoldása” című, a műszaki tudomány doktora fokozatért benyújtott értekezésének. A téma „titkos” volta következtében publikálására nem nyílott lehetősége.
Értékelői kiemelik eredményei közül a hálózati alappontok pontosságával kapcsolatos vizsgálatait, s ezen belül a közepes ponthiba definiálását. Korán felismerte a számítástechnika jelentőségét a hálózatok létrehozásában, s már 1954-ben tanulmányban foglalkozott a kérdéssel, s igen hamar felismerte a mesterséges holdak hasznosítási lehetőségeit is.
Harmadik szakaszát tudományos tevékenységének a hálózatok kérdése iránti érdeklődés, a fotogrammetria alkalmazási lehetőségeinek vizsgálata és a földmérőmérnök-képzés elméleti igényességű tanulmányozása jellemezte.

## Szervezeti tagságai
- Magyar Mérnök és Építész Egylet jegyzője (1940-es évek)
- 1956 - Geodéziai és Kartográfia Egyesület, alapító tag
- Magyar Geofizikusok Egyesületének alapító tagja.
- 1962-1980 - Geodéziai és Kartográfia Egyesület, elnök
- 1975- MTA Geodéziai Tudományos Bizottsága elnök
- TME Földtudományi Szakbizottsága elnök
- Földmérők Nemzetközi Szervezete (FIG) tag,
- 1972 - 1974 Földmérők Nemzetközi Szervezetének az oktatási bizottsága, alelnök,
- 1975 - 1977 Földmérők Nemzetközi Szervezetének az oktatási bizottsága, elnök
- Nemzetközi Fotogrammetriai Szövetség (ISP), tag
- Nemzetközi Geodéziai és Geofizikai Unió (IGGU), tag

## Díjai, kitüntetései
- 1965 - Lázár deák-emlékérem
- 1975 - BME emlékplakett
- 1975 - MTA dísz plakett
- 1978 - Fashing Antal-emlékérem

## Műveiből
Önálló eredményeiről 59 dolgozatban számolt be. A szakma tájékoztatását 141 hosszabb-rövidebb szemlecikkében szolgálta.
- Geofizika, Budapest, 1960
- Geofizika (Biró Péterrel). Egyetemi jegyzet. Budapest, Tankönyvkiadó, 1966. 226 p.
- Felsőgeodézia, Budapest, 1966
- A geodézia korszerű irányai (Biró Péterrel). Szakmérnöki jegyzet. Budapest, Tankönyvkiadó, 1966. 132 p.
- Fotogrammetria, Budapest, 1966.
- "Földalak és refrakció" szimpózium Bécsben (Biró Péterrel). In: Geodézia és Kartográfia 1967. 19 kötet. 299-300 oldal.